# 1992 en informatique
1991  en informatique - 1992 - 1993  en informatique
Cet article présente les principaux évènements de 1992 dans le domaine informatique.

## Événements
- 6 avril : Sortie de Windows 3.1.
- Prix Turing en informatique : Butler Lampson
- Création du Prix Gödel (attribué pour la première fois en 1993)
- Lancement du programme gouvernemental Energy Star, émergence de l'Informatique durable (« Green IT »)[1],[2].